# Insurgência saarauí de 1973–1976
A insurgência saarauí  (1973-1976) foi uma insurgência armada liderada pela Frente Polisário contra o domínio colonial espanhol no Saara Espanhol, de 10 de maio de 1973 a 26 de fevereiro de 1976.

## Insurgência
A Frente Polisário foi formalmente estabelecida em 10 de maio de 1973 sob a liderança de El-Ouali Mustapha Sayed em Ain Ben Tlili por vários jovens saarauís que foram educados principalmente no Marrocos e conscientes dos movimentos de libertação do Terceiro Mundo. O Exército de Libertação Popular Saaraui iniciou uma rebelião armada contra o domínio espanhol no mesmo dia e ganhou apoio da Líbia.
O primeiro ataque da Frente Polisário foi conduzido em 20 de maio de 1973 contra um posto militar espanhol em El-Khanga. Logo realizou mais ataques contra outros postos militares menores e atacou repetidamente as minas de fosfato de Bou Craa. Danificou os sistemas de transporte de fosfato que ligavam as minas aos portos. Em março de 1974, a Espanha mobilizou suas divisões militares e lançou a Operação Barrido, na qual as Tropas Nómadas, a Policía Territorial e helicópteros militares foram usados contra militantes da Polisário.
A Frente Polisário estava determinada a obter independência total em meados de 1974, e seu crescente apoio neutralizou a Djema'a e o Partido da União Nacional Saaraui (PUNS) pró-espanhol. Uma missão da ONU que visitou o Saara Espanhol em maio de 1975 concluiu que a Frente Polisário "parecia uma força política dominante". 
As táticas de guerrilha da Frente Polisário enfraqueceram severamente a determinação dos espanhóis de recuperar o que pudessem de seu investimento na operação de Bou Craa. No início de 1975, a Frente Polisário estava ativa a ponto de as tropas espanholas se retirarem de todos os territórios interiores, exceto Smara, restringindo as operações espanholas às cidades costeiras. Como resultado da captura de duas patrulhas espanholas pela Frente Polisário, incluindo seis oficiais espanhóis e catorze veículos, todos os dependentes espanhóis foram repatriados.  O governo espanhol começou a negociar a libertação de prisioneiros e considerou planos para entregar autoridade à Frente Polisário em troca de privilégios de pesca e fosfato de longo prazo. Isso fez com que o rei Hassan II de Marrocos mobilizasse a Marcha Verde em novembro de 1975.
No final de outubro de 1975, o governador-geral Federico Gómez dissolveu as Tropas Nómadas e a Policía Territorial. Isso levou cerca de mil soldados saarauís a recolher suas armas e desertar para a Frente Polisário, que não tinha mais do que algumas centenas de homens treinados com armas. A Espanha retirou suas tropas do Saara Espanhol em 12 de janeiro de 1976 e encerrou formalmente sua presença no território em 26 de fevereiro de 1976. No total, 5.000 indivíduos foram mortos no conflito. Marrocos imediatamente reivindicou a soberania sobre o território, o que levou à Guerra do Saara Ocidental (1975-1991). Em 27 de fevereiro de 1976, a República Árabe Saarauí Democrática foi proclamada em Bir Lehlu.

### Conflitos com o Partido da União Nacional Saaraui
O Partido da União Nacional Saaraui (PUNS) era o único partido legal no Saara Espanhol. Foi criado pela Espanha franquista para reunir apoio saaraui. Frequentemente condenou a Frente Polisário revolucionária e nacionalista. Em 6 de julho de 1975, ocorreram confrontos em El Aaiun entre a Frente Polisário e o PUNS, com vários feridos. Os escritórios do PUNS em Smara foram incendiados por membros da Polisario na noite anterior. Em 14 de novembro de 1975, o Secretário-Geral do PUNS, Dueh Sidina Nancha, dissolveu o PUNS e deu aos membros a chance de se juntarem à Frente Polisário. Após a Marcha Verde, Nancha declarou que "nossos 20.000 militantes (do PUNS) integraram a Polisário: na guerra é preciso lutar unidos".

## Nota
- Este artigo foi inicialmente traduzido, total ou parcialmente, do artigo da Wikipédia em inglês cujo título é «Sahrawi insurgency».